# Olavius productus
Olavius productus är en ringmaskart som beskrevs av Erséus 1997. Olavius productus ingår i släktet Olavius och familjen glattmaskar. Inga underarter finns listade i Catalogue of Life.